# NGC 5633
NGC 5633 је спирална галаксија у сазвежђу Волар која се налази на NGC листи објеката дубоког неба.
Деклинација објекта је + 46° 8' 51" а ректасцензија 14h 27m 28,5s. Привидна величина (магнитуда) објекта NGC 5633 износи 12,2 а фотографска магнитуда 13,0. Налази се на удаљености од 37,1000 милиона парсека од Сунца. NGC 5633 је још познат и под ознакама UGC 9271, MCG 8-26-34, CGCG 247-30, KARA 631, 1ZW 89, IRAS 14255+4622, PGC 51620.